# إيفرت وارنر
إيفرت وارنر (بالإنجليزية: Everett Warner)‏ هو رسام أمريكي، ولد في 16 يوليو 1877 في فينتون في الولايات المتحدة، وتوفي في 20 أكتوبر 1963 في بولس فالس في الولايات المتحدة.